# Башшар ибн Бурд
Башша́р ибн Бурд (араб. بشار بن برد‎;
714, Басра — 783, Багдад) — арабский поэт эпохи Аббасидов. Активно участвовал в различных дискуссиях, в том числе — о декларируемых литературных достоинствах Корана или отсутствии у него таковых.
Башшар родился в Басре в 714 году, его отец был персом, попавшим в рабство. Обладал уродливой внешностью и был слеп с рождения. В 762 году Башшар перебрался в Багдад. Отличался смелостью, независимостью, ироничностью. О любви писал просто и ясно, отказываясь от условностей и иносказаний. В соответствии с текстами дошедших до нас его стихов, пил вино. Считается создателем нового стиля арабской поэзии. При жизни был весьма популярен как поэт — с лёгкостью собирал толпы слушателей, особенно в родной Басре.
Башшар критиковал Коран как литературное произведение, ставил некоторые свои стихи выше него по уровню. Некоторые его сочинения выражали идеологию шуубии. В конце концов что-то в его поэзии (относительно подробностей мнения расходятся) вызвало недовольство халифа аль-Махди. После этого Башшар был заключён в тюрьму и убит.